# Lotte, Renania de Nord-Westfalia
Lotte este o comună din landul Renania de Nord-Westfalia, Germania.